# Шилов, Олег Иванович
Олег Иванович Шилов (род. 25 февраля 1944, Долгопрудный, Московская область) — мастер спорта СССР, заслуженный тренер СССР.

## Биография
Отец — Шилов Иван Васильевич (1911—1952) — лётчик-испытатель Тбилисского авиазавода. Трагически погиб при испытаниях.
Олег Шилов родился 25 февраля 1944 года в Долгопрудном.
Идея заняться парусным спортом появилась у Олега Шилова 20 апреля 1958 года. Вместе с друзьями — Владимиром Назаровым и Сергеем Восходовым — он отправился в яхт-клуб «Спартак», но там им в обучении отказали, зато согласились принять в «Воднике», в то время директором клуба был Александр Александрович Гужаловский. Для зачисления необходимо было выполнить задание и привести шлюпку в порядок, используя скребки и паяльные лампы — задание было выполнено и в детскую парусную школу в яхт-клубе «Водник» их приняли. Первым тренером Олега Шилова был Георгий Михайлович Ксидо. Он познакомил детей с основами спорта. Среди особенностей тренера Ксидо было то, что он работал не по часам, а сутками, пока ученики не разойдутся и смог многое объяснить по основам парусного спорта, более того — следил за учёбой спортсменов: двоечники и троечники у него не занимались, так как он считал, что хорошим яхтсменом может стать только человек с высшим образованием. Получать хорошие отметки — было престижно.
В 1961 году руководители яхт-клуба предложили спортсмену заниматься в классе «Финн» в связи с увеличением параметров его роста и веса. Первую лодку этого класса под № 104 пришлось модернизировать собственными силами в связи с отсутствием финансовых возможностей. Олег Шилов самостоятельно сделал мачту, гик, и через месяц смог использовать швертбот для тренировок. В августе 1961 года выиграл Чемпионат Москвы в классе «Финн» среди юниоров. За эту победу он получил поездку в Одессу и возможность участвовать в Чемпионате Центрального Совета ДСО «Водник» для взрослых. На соревнованиях смог перенять опыт спортсмена Ростислава Новодережкина, который показывал, как правильно управлять лодкой на волне.
В 1962 году Олег Шилов закончил учёбу в техникуме, стал победителем чемпионата Центрального Совета ДСО «Водник» в классе «Финн» среди юниоров. Олегу Шилову выделили старый парус с «Летучего голландца», и его нужно было перешивать и модернизировать. В этом оказал помощь преподаватель МАИ Юрий Анатолиевич Голубков. Олег Шилов смог принять участие в Чемпионате Москвы среди взрослых, занять 3 место и стать мастером спорта. Этот результат открыл дорогу к участию в Черноморской регате «Дружба», затем на Чемпионате СССР в 1963 году.
В период с 1963 года по 1973 год состоял в составе сборной, был участником Чемпионатов Мира и Европы. Олег Шилов был спарринг-партнером для Виктора Яковлевича Потапова при подготовке к Олимпийским играм в 1972 году. В итоге Потапов завоевал бронзовую медаль.
Осенью 1963 года Олегу Шилову нужно было сделать выбор между армией, профессиональным занятием парусным спортом, или обучением в институте и занятием парусным спортом и дальше в предыдущем ритме. Олег Шилов обратился за советом к Юрию Анатолиевичу Голубкову, который подсказал поступать в то заведение, которое ближе всего к дому, так был выбран МИИТ. Олег Шилов учился на факультете автоматики и телемеханики в группе № 134. В 1964 году попал в сборную команду СССР по парусному спорту, дружил и соревновался с Виктором Потаповым.
В 1966 году Олег Шилов принял участие в Международной регате в Таллине, занял четвёртое место, а на Международной регате в Польше стал вторым. Среди тренеров клуба «Водник» он выделял Виктора Андреевича Скачкова, который научил Шилова шить паруса и строить мачты, помогал идеями и советами. По словам Шилова, ему очень помогли в спорте знания, полученные у Скачкова. После выступления на чемпионате Европы был включён в список для участия в чемпионате мира в 1969 году. В этом же году защитил диплом инженера. Из-за пропуска военных лагерей был вынужден проходить срочную военную службу в течение года. В 1971 году он женился, жена — Людмила Борисовна Шилова — и стал работать инженером. В 1972 году родился сын.
Олег Шилов вернулся к занятиям парусным спортом в 1973 году, когда на международной регате занял 2 место и 3 место на Чемпионате Советского Союза в Таллине. Получил предложение стать тренером и бросить работу начальника вычислительной машины. В 1974 году стал тренером ЦСК ВМФ по парусному спорту в классе «Финн». Олег Шилов стал работать со спортсменами: Валерием Заковоротным, Евгением Истоминым, Евгением Белоусовым. Первым успешным учеником тренера стал Валерий Дмитриевич Заковоротный. По словам Шилова, он потратил на него много времени, постоянно контролируя и заставляя сосредоточиться на одной цели. Работа с этим спортсменом заставила его постоянно совершенствоваться, как тренера, изучая литературу, и искать правильные пути решения проблем. Когда перед тренером Шиловым поставили новую задачу — получить призовые места на всесоюзных и международных соревнованиях — он с этим справился. Спортсмен Андрей Балашов попросил, чтобы Олег Шилов стал его личным тренером.
В 1974 году Олег Шилов стал работать тренером ЦСК ВМФ в сборной команде СССР, а с 1974 по 1993 год стал старшим тренером сборной команды СССР и России по парусному спорту в Олимпийском классе «Финн». Андрей Балашов, который был в составе команды, которую он готовил к выступлениям на Олимпийских играх 1976 года, занял 2 место, и на Олимпийских играх 1980 года — 3 место. Ученик Шилова Олег Хопёрский завоёвывал серебро и дважды бронзу на чемпионатах мира 1985, 1989 и 1991 годов. На европейских чемпионатах Хопёрский был чемпионом 1986 года и серебряным призёром в 1992 году.
Олег Шилов набрал новую команду спортсменов и стал заниматься с Андреем Мудриченко, Борисом Захаровым, Николаем Корячкиным. Спустя год занятий Андрей Мудриченко смог стать победителем чемпиона Европы, а Борис Захаров стал вторым. В 1974 году он стал работать старшим тренером сборной в классе «Финн». В 1976 году Андрей Балашов под его руководством смог выиграть серебряную медаль на Олимпийских играх, а Олег Шилов стал заслуженным тренером РСФСР.
В 1978 году Олега Шилова отстранили от работы старшего тренера сборной страны в классе «Финн» и спустя время от стал помощником тренера. Перед Олегом Шиловым руководство клуба поставило задачу — его спортсмен Балашов должен выиграть медаль на Олимпиаде. В итоге Балашов завоевал бронзовую медаль. В 1980 году Олег Шилов стал набирать новую группу учеников.
В 1984 году стал заслуженным тренером СССР.
При подготовке к Олимпиаде в 1988 году Олег Шилов занимался техническим усовершенствованием лодки Олега Хопёрского. В процессе гонки были получены две дисквалификации, которые негативно повлияли на психологический настрой спортсмена. Чтобы вернуть правильный настрой, Олег Шилов попросил руководителя делегации объявить на собрании команды, что спортсмен Хопёрский и его тренер Шилов из-за низких результатов снимаются с соревнований, но Хопёрскому даётся право принять участие ещё в одной гонке. Её Хопёрский выиграл, как и следующую. По итогам соревнований Олег занял 8 место.
В 1990 году Олег Шилов на год был отстранён от работы с командой. Работу с классом «Финн» возглавил Валентин Манкин. В 1991 году на Чемпионате Мира в Канаде в городе Олег Хопёрский завоевал бронзовую медаль.
После Чемпионата Мира 1991 года Олег Шилов был утверждён как старший тренер к Олимпийским играм 1992 года, где Олег Хопёрский занял 16 место, а Олег Шилов принял решение, что больше не будет работать тренером. В 1993 году он получил предложение стать начальником команды, предложение он принял. В 2004 году Шилов баллотировался на должность главного тренера сборной команды России и выиграл этот конкурс. 14 февраля 2013 года вышел на пенсию.

## Государственные награды
- Заслуженный тренер РСФСФ, 1976
- Медаль «За трудовую доблесть», 1976
- Медаль «За трудовое отличие», 1980
- Заслуженный тренер СССР, 1984
- Медаль «За трудовое отличие», 1984
- Почётный знак «За заслуги в развитии физкультуры и спорта», 2004